# Pinkuylluna
 (avril 2019).
Si vous disposez d'ouvrages ou d'articles de référence ou si vous connaissez des sites web de qualité traitant du thème abordé ici, merci de compléter l'article en donnant les références utiles à sa vérifiabilité et en les liant à la section « Notes et références ».
Pinkuylluna ou Pinkulluna est un site archéologique inca situé dans le district d'Ollantaytambo, dans la province d'Urubamba, dans la région de Cusco, au Pérou. Il est situé entre les rivières Patakancha et Río Urubamba, au nord-est de la ville d'Ollantaytambo.